# Дзвиняцька сільська територіальна громада
Дзвиняцька сільська громада — територіальна громада в Україні, в Івано-Франківському районі Івано-Франківської області. Адміністративний центр — село Дзвиняч. 
Громада загалом має площу 80 км². Станом на 1 січня 2021 року в громаді проживає 8 717 осіб.
Утворена 21 липня 2017 року шляхом об'єднання Дзвиняцької, Космацької, Міжгірської та Росільнянської сільських рад Богородчанського району. Пізніше до територіальної громади доєдналось село Луквиця.

## Населені пункти
До складу громади входять 5 сіл: Дзвиняч, Космач, Луквиця, Міжгір'я та Росільна.

## Соціальна інфраструктура
На території громади функціонують:
- ліцеї — 2
- гімназії — 3
- дитячі садочки — 2
- амбулаторії загальної практики сімейної медицини — 2
- фельдшерсько-акушерські пункти — 3